# Virus di immunodeficienza delle scimmie
Il Virus dell'immunodeficienza delle scimmie (brevemente SIV, dall'inglese Simian immunodeficiency virus) è un retrovirus che è in grado di infettare almeno 45 specie africane di primati non umani. Basato sulle analisi dei ceppi trovati in quattro specie di scimmie dell'isola di Bioko si è concluso che il SIV è presente nelle scimmie da circa 32.000 anni. Inoltre si ritiene che i ceppi di tre di queste specie, SIVsmm nei Lophocebus, SIVgor nei gorilla e SIVcpz negli Pan paniscus, abbiano passato negli esseri umani, provocando l'HIV-1 e l'HIV-2, due sottotipi dell'HIV. Secondo lo studio, la via più probabile di trasmissione dell'HIV-1 all'uomo è stato il contatto con il sangue infetto di scimmie che in Africa vengono cacciate per la carne. Quattro sottotipi di quest'ultimo si sono originati, probabilmente, attraverso quattro trasmissioni separate di SIV all'uomo, e il ceppo M risultante infetta più persone nel mondo.
A differenze delle infezioni da HIV, le infezioni d SIV nelle scimmie sembrano essere non patogene a causa del loro adattamento evolutivo. Ad esempio, i cercocebi fuligginosi, grazie al corecettore CCR5, sono in grado di proteggersi dalla malattia, nonostante gli alti livelli di virus circolante.

## Tassonomia
I virus dell'immunodeficienza delle scimmie sono una specie di retrovirus appartenente al gruppo dei primati del genere Lentivirus, insieme ai virus HIV che causano l'AIDS. Virus correlati infettano altri mammiferi, tra cui gatti e bovini. Il genere è uno dei sei generi della sottofamiglia orthoretrovirinae, che formano la famiglia dei Retroviridae di tutti i retrovirus a RNA.

## Storia
Un'immunodeficienza simile all'AIDS umano è stata seganalata nelle scimmie in cattività negli USA a partire dal 1983. Il SIV è stato isolato nel 1985 dai macachi rhesus in cattività da SAIDS, AIDS delle scimmie. La scoperta del SIV è stata fatta poco dopo che l'HIV-1 fosse scoperto e isolato come causa dell'AIDS e ha anche portato alla scoperta del ceppo HIV-2 in Africa occidentale. L'HIV-2 era più simile ai ceppi SIV, suggerendo l'origine dello stesso nelle scimmie.
Si ritiene che SIVcpz sia un'acquisizione recente risultante da una combinazione di SIVgsm (scimmia dal naso a mastice) e SICrcm (Cercocebus torquatus) all'interno dello scimpanzé ospite; è noto che gli scimpanzé caccino queste scimmie per cibarsene. Gli scienziati hanno stimato che ci vorranno circa 100 anni affinché gli umani si adattino naturalmente all'infezione da HIV nel modo in cui le scimmie africane si sono adattate al SIV, e non ne subiscono danno.
Nel 2008 è stato scoperto un lentivirus endogeno in un lemure topo grigio, un primate originario del Madagascar. Questa scoperta suggerisce che i lentivirus simili al SIV potrebbero essersi diffusi nei primati almeno 14 milioni di anni fa, quando ci sono stati contatti tra i mammiferi del Madagascar e dell'Africa. Se invece il virus si è evoluto insieme all'ospite, l'origine risalirebbe a circa 85 milioni di anni fa, quando i lignaggi dei primati simili ai lemuri si sono separati da quelli simili alle scimmie. Questa datazione è vicina all'epoca in cui sono comparsi i primi primati, circa 87,7 milioni di anni fa.